# Nabie Foday Fofanah
Nabie Foday Fofanah né le 8 février 1980 à Freetown en Sierra Leone, est un sprinteur guinéen.
Il participe aux Jeux olympiques d'été de 2004 à Athènes, dans les spécialités du 100 et 200 mètres, tout en étant le porte-drapeau de son pays. Une fois relocalisé à Los Angeles, il a développé la marque Speed Doctor, un surnom qui l'identifie également.

## Biographie
Fofanah grandit entre la Guinée, le Canada et la France.
Depuis 1998, il vit aux États-Unis. Il étudie au Lehman College de l'université de New York de 2001 à 2004 et court sur piste avec leur équipe, ave lequel il est trois fois membre de l'équipe All-America de la division III de la NCAA. Il établit un record scolaire de 10 s 45 pour le 100 mètres.

### Jeux olympiques
Bien qu'il n'ait jamais atteint les normes de qualification olympique « A » ou « B » pour les Jeux olympiques de 2004 et 2008, il est autorisé à concourir selon la règle 3.5 des Comités nationaux olympiques sans athlètes qualifiés au nom de l'universalité des Jeux. Il participe aux 100 et 200 mètres aux Jeux olympiques d'été de 2004. Il est éliminé en séries après avoir réalisé un temps de 21 s 45 secondes au 200 m et un temps de 10 s 62 secondes au 100 m  et il porte le drapeau de sa nation lors des cérémonies d'ouverture. Il participe ensuite aux championnats du monde 2005.
En 2008, représentant l'équipe olympique guinéenne sur 200 m hommes, il réalise un temps de 21 s 68 en séries .
Son record personnel au 100 m est de 10 s 47. Son record personnel au 200 m est de 21 s 05, réalisé en juin 2004 à Cambridge, MA.

## Vie privée
Fofanah vit à New York jusqu'en 2013, où il travaille comme entraîneur personnel et s'entraîne au Sports Center de Chelsea Piers à Manhattan.
Il déménage ensuite à Los Angeles où, sous la marque Speed Doctor, il est entraîneur spécialisé dans l'entraînemetn de vitesse, de 40 mètres, de saut vertical et est le créateur de divers programmes de performances sportives dans la ville.
Sa sœur cadette, Fatmata Fofanah, est une coureuse du 100 m haies femmes, qui a également participé aux Jeux olympiques de 2008 pour la Guinée.